# Washingtonia filifera

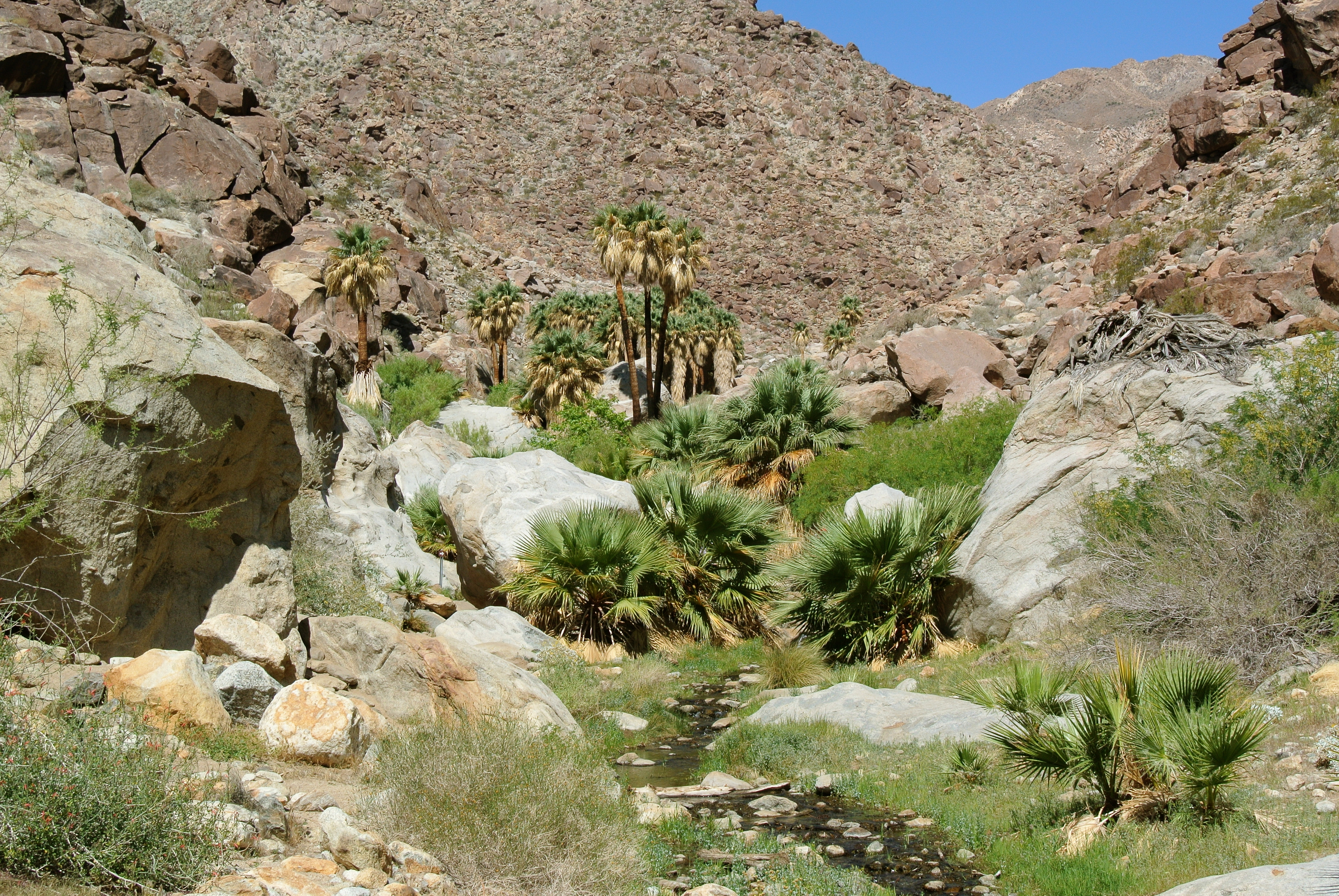
Washingtonia filifera y hojas en el parque estatal de Anza-Borrego, Estados Unidos.

La Washingtonia de California, (Washingtonia filifera), es una especie arbórea de la familia de las Arecáceas. Es, junto con Phoenix canariensis, Phoenix dactylifera y Chamaerops humilis, una de las principales especies de palmera que se utilizan para la jardinería en climas mediterráneos y templados suaves.

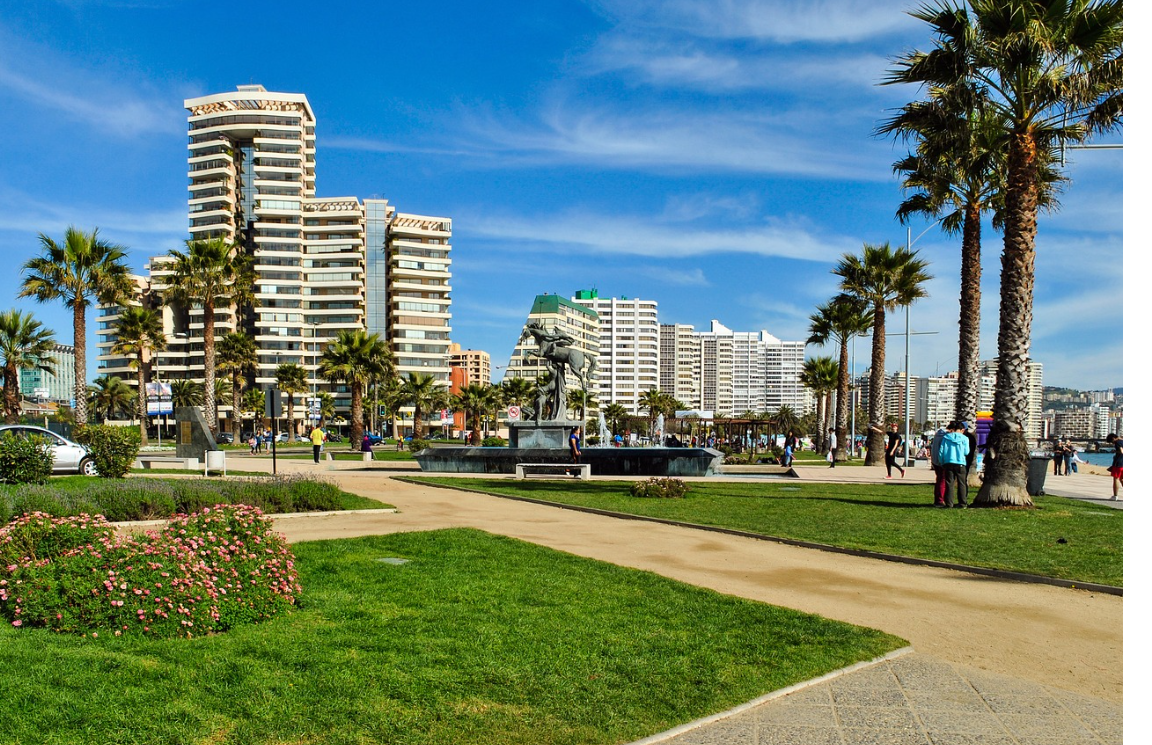
Filifera en Viña del Mar, zona costera de Chile

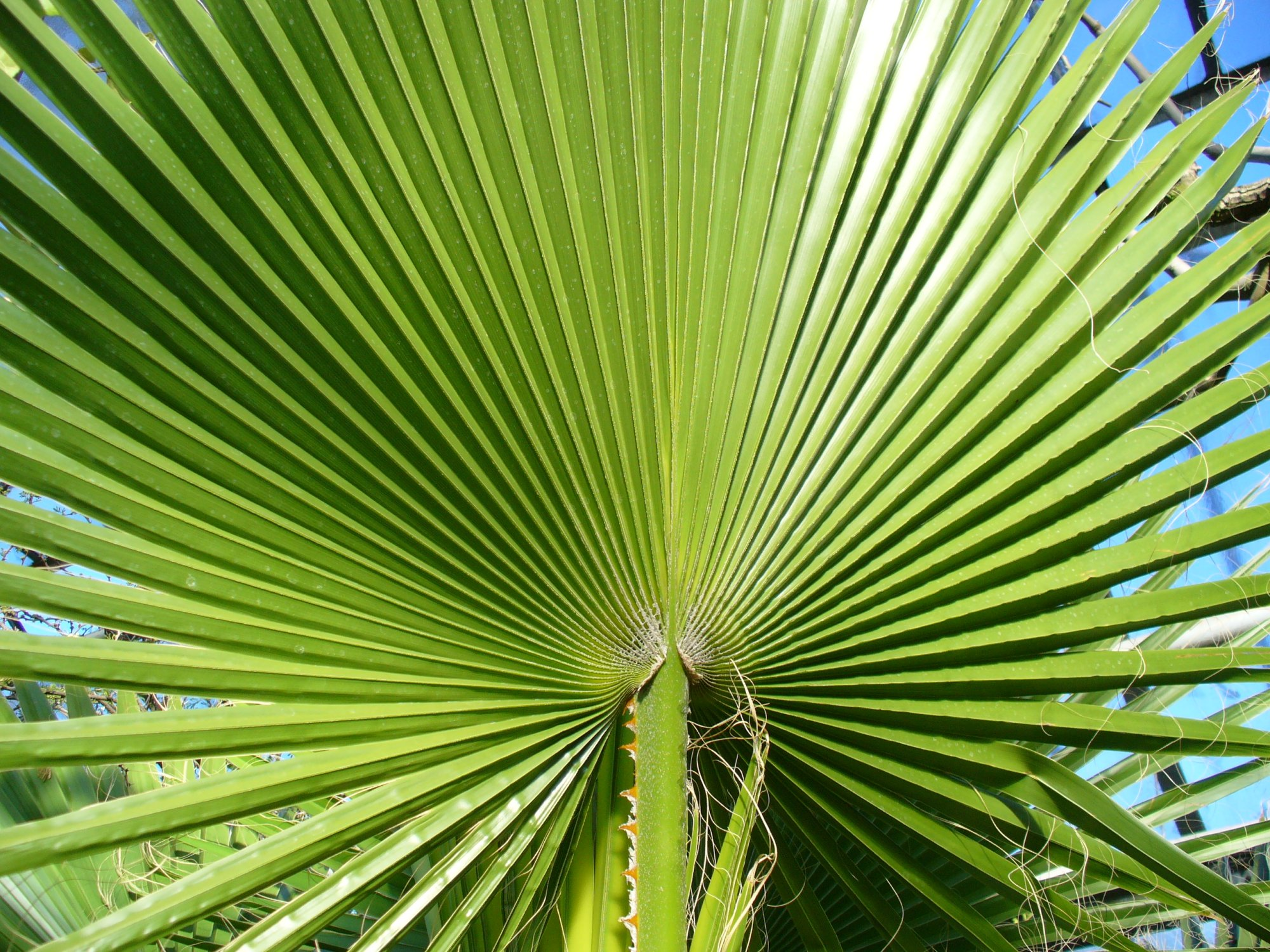
Detalle de la hoja

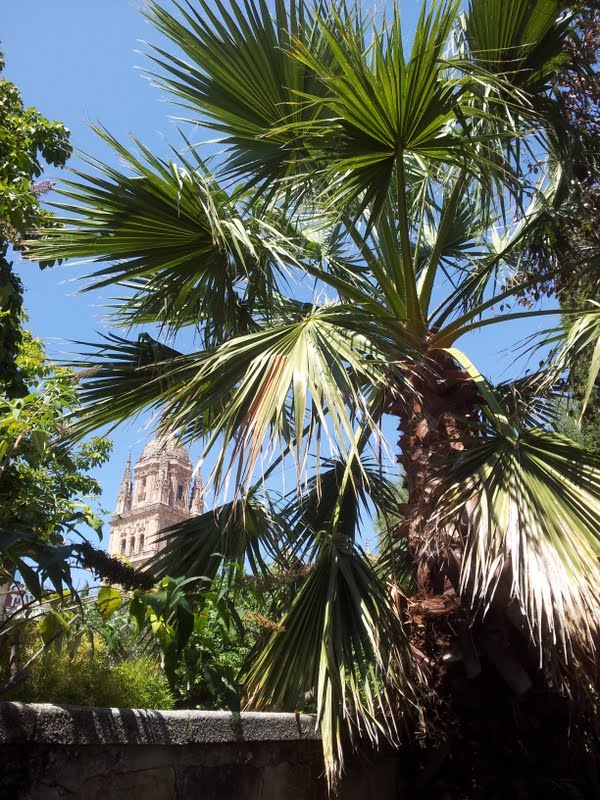
Washingtonia filifera de 20 años en Salamanca, meseta norte, España, a 802 m sobre el nivel del mar.

## Descripción
Sus principales características diferenciadoras respecto al género Phoenix es que tienen hojas palmadas (o sea, los folíolos salen radialmente del mismo punto en el extremo del pecíolo, en lugar de disponerse a lo largo del raquis como las barbas de una pluma) y el tronco es mucho más delgado y alto (más de 15 metros). El tronco posee pequeñas marcas de fisuras rugosas o está parcialmente cubierto por restos foliares, su base es ensanchada. Posee un fruto elíptico u ovoide, negruzco de 0,6 cm de diámetro.
Las condiciones ideales son los veranos calurosos, pero en invierno tiene una relativa resistencia al frío, ya que puede soportar heladas de corta duración de hasta 10 grados bajo cero.
En la Península ibérica prospera en todas las fachadas litorales y las altitudes medias del interior. En la meseta norte, con veranos relativamente cortos, se observan ejemplares aislados que crecen muy lentamente en exposiciones protegidas a altitudes de hasta 800 metros sobre el nivel del mar, como por ejemplo en el Huerto de Calixto y Melibea de Salamanca.

## Distribución y hábitat
Su origen viene de las áreas subdesérticas de California y norte de Baja California. En condiciones buenas para su crecimiento, alcanzan hasta 23 metros de altura (algunas incluso 30 m). Su nombre hace honor a George Washington, el primer presidente de los Estados Unidos.

## Taxonomía
Washingtonia filifera fue descrita por (Lindl.) H.Wendl. y publicado en Botanische Zeitung (Berlin) 37(5): 68. 1879.
Etimología
Washingtonia: nombre genérico que lleva el nombre de George Washington.
filifera: epíteto latino que significa "con hilos".
Sinonimia
- Brahea dulcis J.G.Cooper
- Brahea filamentosa S.Watson
- Brahea filifera (Linden ex André) W.Watson
- Livistona filamentosa (H.Wendl. ex Franceschi)
- Neowashingtonia filamentosa (H.Wendl. ex Franceschi) Sudw.
- Neowashingtonia filifera (Linden ex André) Sudw.
- Pritchardia filamentosa H.Wendl. ex Franceschi
- Pritchardia filifera Linden ex André
- Washingtonia filamentosa (H.Wendl. ex Franceschi) Kuntze
- Washingtonia filifera var. microsperma Becc.
- Washingtonia filifera var. typica M.E.Jones[5]